# Nohic
Nohic település Franciaországban, Tarn-et-Garonne megyében. Lakosainak száma 1384 fő (2022. január 1.). Nohic Fronton, Villemur-sur-Tarn, Orgueil, Reyniès és Villebrumier községekkel határos.

## Népesség
A település népessége az elmúlt években az alábbi módon változott:
| Lakosok száma | 1262 | 1338 | 1386 | 1369 | 1348 | 1340 | 1332 | 1385 | 1384 |
|               | 2013 | 2015 | 2016 | 2017 | 2018 | 2019 | 2020 | 2021 | 2022 |